# Gehrenspitze (Tannheimer Berge)
Die Gehrenspitze ist mit 2163 m ü. A. Höhe der dritthöchste Berg der Tannheimer Gruppe und liegt im österreichischen Bundesland Tirol (nicht zu verwechseln mit der Gehrenspitze im Wettersteingebirge).

## Umgebung
Das Massiv der Gehrenspitze bildet den nordöstlichen Eckpunkt des Tannheimer Tals. Östlich der Gehrenspitze fällt das Gelände ins Lechtal nach Reutte hin ab. Westlich des Berges befindet sich die Kellenspitze (2238 m), nördlich das Massiv der Großen Schlicke mit Musauer Berg (1510 m) und im Süden die Schneid (2009 m).

## Geologie
Wie die Tannheimer Berge, so gehört auch die Gehrenspitze zu den Nördlichen Kalkalpen, die im Verlauf der alpidischen Gebirgsbildung in der Unterkreide vor etwa 140 Millionen Jahren begann und bis heute noch nicht ganz abgeklungen ist. Der Gipfel der Gehrenspitze ist aus Wettersteinkalk aufgebaut. Nach Süden hin, etwas unter dem Gipfel treten Partnachschichten, Nordalpine Raibler Schichten, Hauptdolomit und Kössener Schichten zu Tage. Nicht sichtbar ist Alpiner Muschelkalk im Inneren des Gipfelaufbaus. Im Bereich der Gehrenspitze schiebt sich die Inntaldecke gegen die Wettersteinmasse.

## Besteigung
Auf dem Normalweg wird die Gehrenspitze von Süden aus über das Gehrenjoch bestiegen. Zu diesem kann man von Reutte, Nesselwängle und dem Raintal aus gelangen. Von hier führt der Weg 417b mit Schwierigkeit I+ (UIAA) über die Südseite durch eine Rinne in die (auf dem Foto von Süden gut sichtbare) Scharte zwischen Gipfel und Nebengipfel und dann über den Westgrat zum Gipfel. Außerdem sind zahlreiche anspruchsvolle Kletterrouten an der Gehrenspitze eingerichtet.

## Galerie

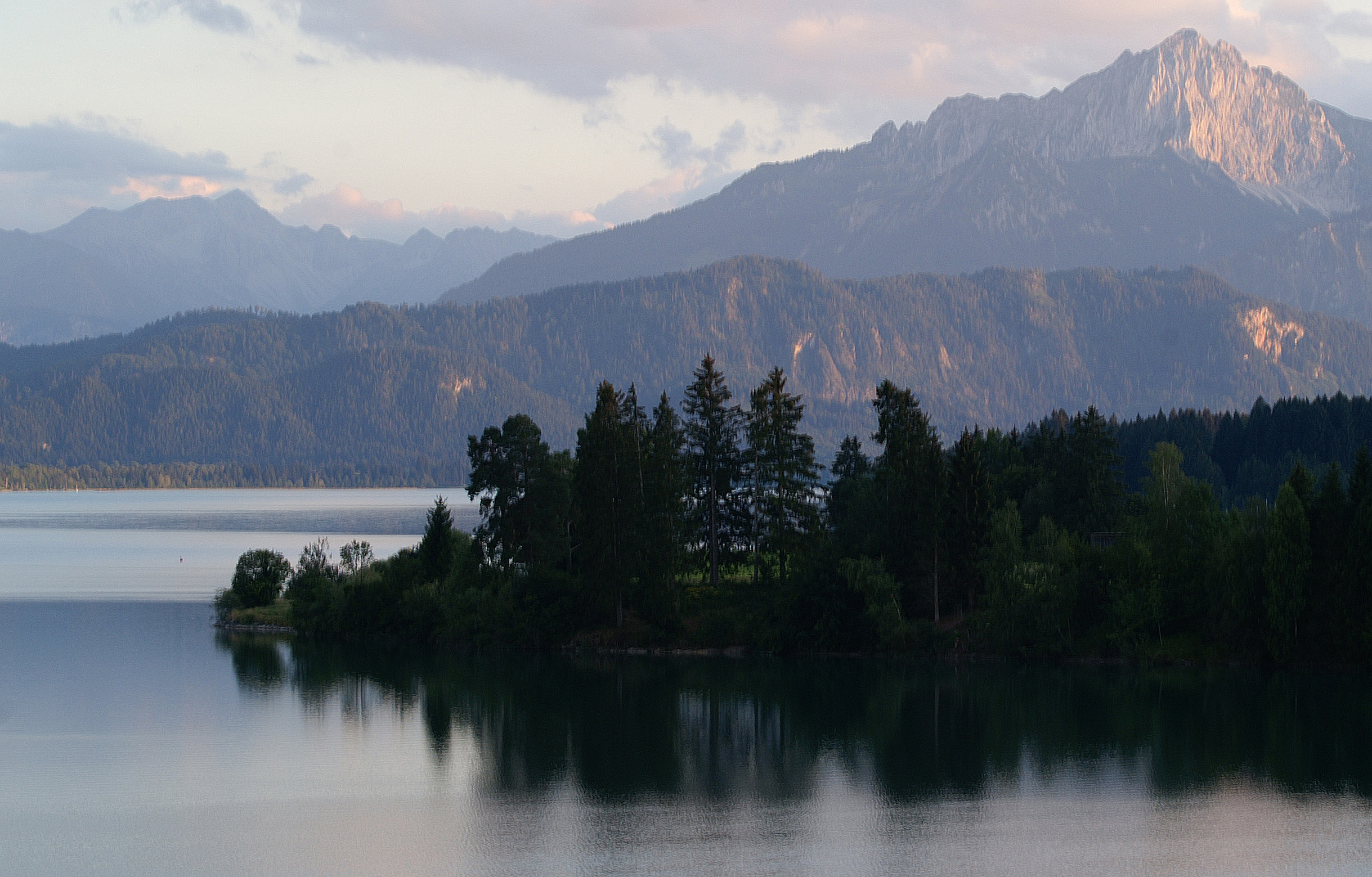
Forggensee mit Gehrenspitze